# Ацута, Юхару
Юхару Ацута (яп. 厚田 雄春, 1 января 1905 года, Кобе — 7 декабря 1992 года) — японский кинооператор.

## Биография
Известен прежде всего многолетней совместной работой с Ясудзиро Одзу. Он начал её ещё в 1928 ассистентом Хидэо Сигэхары, обычного тогдашнего оператора Одзу, и вместе с Одзу перешёл в 1958 на цветную плёнку. Участвовал в фильме Вима Вендерса «Токио-га», Вендерс посвятил Юхару Ацута свою книгу-фотоальбом «Один раз».

## Фильмы, снятые с Ясудзиро Одзу
- 1928: Мечты юности (вместе с Хидэо Сигэхарой)
- 1929: Гора сокровищ (вместе с Хидэо Сигэхарой)
- 1937: Что забыла дама? (вместе с Хидэо Сигэхарой)
- 1941: Братья и сёстры семьи Тода
- 1942: Был отец
- 1947: Записки джентльмена из барака
- 1948: Курица на ветру
- 1949: Поздняя весна
- 1951: Раннее лето (премия «Голубая лента» за лучшую операторскую работу)
- 1952: Вкус риса с зелёным чаем
- 1953: Токийская повесть
- 1955: Ранняя весна
- 1957: Токийские сумерки
- 1958: Ликорисы
- 1959: Доброе утро
- 1960: Поздняя осень (премия Азиатского-Тихоокеанского МКФ за лучшую операторскую работу)
- 1962: Вкус сайры (премия «Майнити» за лучшую операторскую работу)

## Фильмы, снятые с другими режиссёрами
- 1939: Дети во все времена года (Хироси Симидзу)
- 1940: Нобуко (Хироси Симидзу)
- 1940: Сеул (Хироси Симидзу)
- 1949: Wakare no tango (Ясуси Сасаки)
- 1951: Waga ya wa tanoshi (Нобору Накамура, премия Голубая лента за лучшую операторскую работу)
- 1952: Ringo-en no shojo (Кодзи Сима)
- 1956: Покупаю вас (Масаки Кобаяси)
- 1957: Чёрная река (Масаки Кобаяси)
- 1958: Me no kabe (Хидэо Оба)
- 1963: Kekkonshiki Kekkonshiki (Нобору Накамура)

## Признание
Премия Японской Академии за совокупность созданного (1993).